# 2018年の科学
2018年の科学（2018ねんのかがく)では2018年（平成30年）の科学分野に関する出来事について記述する。

## できごと

### 1月
- 1月9日 - エジプト南部で1996年に発見されたヒュパティアと呼ばれる隕石の組成を分析したヨハネスブルグ大学の研究の結果、地球や既知の小惑星とは異なった珍しい組成をしていることが判明し、太陽系よりも古くに形成された可能性が発表された[1]。
- 1月10日 - 2017年に数か月にわたって確認できたKIC 8462852の不規則な減光の原因について、ペンシルベニア州立大学はダイソン球などの人工構造物によるものではなく、宇宙を漂う塵による可能性が高いとする研究を発表した[2]。
- 1月24日 -  中国科学院の研究チームが、中中と華華と名付けられた2匹のサルのクローンを作り出すことに成功したと発表した[3][4]。
- 1月31日 - 2018年1月31日の月食が観測された。

### 2月
- 2月3日 - ローンチ・ヴィークルとしては世界最小となるJAXAのSS-520ロケットが打ち上げに成功した[5]。
- 2月6日 - スペースX社のロケットファルコンヘビーがケネディ宇宙センターから打ち上げられ、初飛行に成功した[6]。

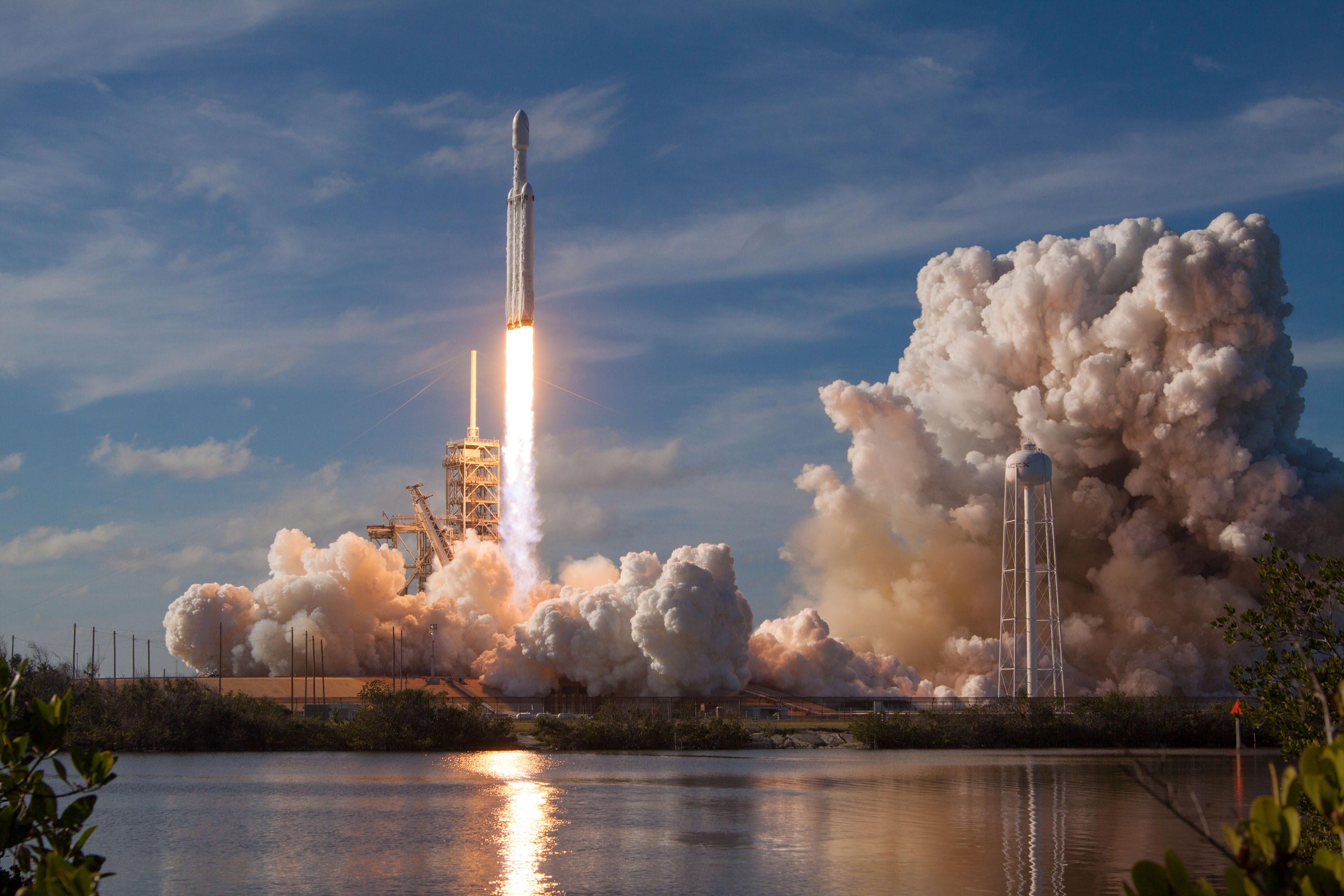
2月6日：ファルコンヘビーの初の打ち上げに成功。

- 2月9日 - エジンバラ大学の研究において、実験室内でヒトの卵子が初めて培養された[7]。
- 2月14日 - β-セレクターゼ1（BACE1）という酵素を阻害すると、アルツハイマー病の原因となるプラークの形成が抑制されることが、マウスを使った実験で示された[8]。

### 3月
- 3月5日 - グラフェンの原子構造を特定の方法で並べ替えると超伝導の性質を示すことが明らかになった[9][10]。
- 3月8日 - これまで地球上では存在が確認されていなかった氷VII（英語版）がダイヤモンドの中から発見された[11][12]。
- 3月26日 - ジョンズ・ホプキンズ大学で、世界初の陰茎および陰嚢の移植手術が実施された[13]。

### 4月
- 4月2日
  - 制御不能に陥った中国の天宮1号が大気圏に再突入し、南太平洋上に落下した[14]。
  - 地球からおよそ90億光年離れた恒星イカロスが報告された。この距離は最遠記録だった恒星SDSS J1229+1122（英語版）の距離よりも100倍以上遠く、単独の恒星として観測史上最遠記録を大幅に更新した[15][16]。
- 4月10日 - 早稲田大学や東京大学の研究チームが、南鳥島沖の海底下に世界の消費量の数百年分にもなる量のレアアースを発見した[17][18][19]。

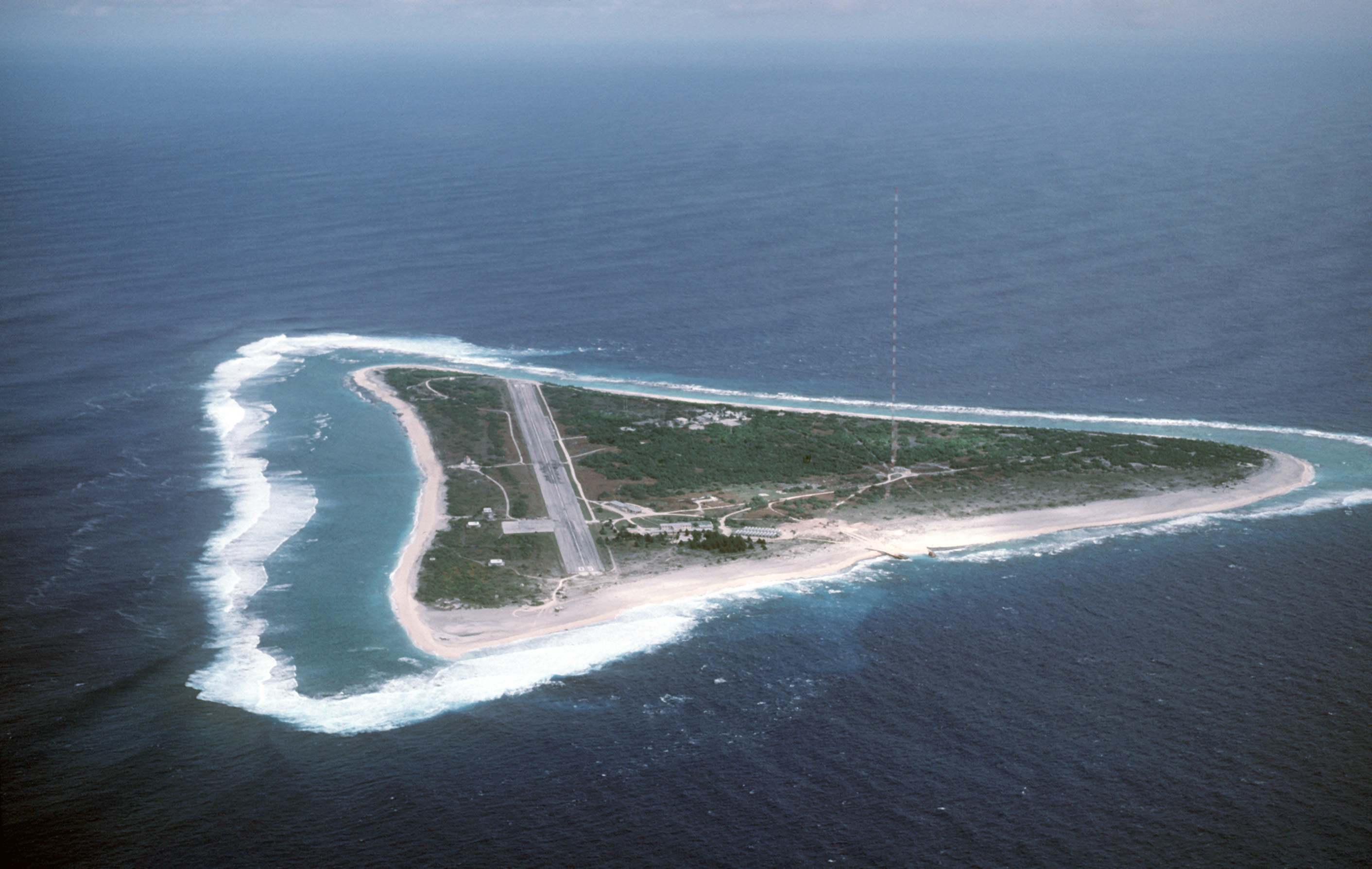
4月10日：南鳥島沖の海底下に膨大な量のレアアースが発見された。

- 4月11日 - メキシコ湾流が過去1600年で最も弱まった状態であることが分かった。研究結果は『ネイチャー』誌に掲載された[20][21]。
- 4月18日 - アメリカ航空宇宙局（NASA）の宇宙望遠鏡TESSがケープカナベラル宇宙軍施設SLC-40から打ち上げられた[22][23]。
- 4月27日 - 3月に死去したスティーヴン・ホーキングの最後の論文[24]が発表された[25]。

### 5月
- 5月2日 - 太陽系外惑星WASP-107bの観測で、大気中にヘリウムが存在することが発見された[26]。
- 5月14日 - 1995年から2003年にかけて行われた探査機ガリレオによる木星とその衛星の観測結果を分析したところ、土星の衛星エンケラドゥスのものとよく似ている水の噴出活動が、衛星エウロパでも確認された[27][28]。
- 5月22日 - CRISPR/Cas9を使って従来の25%~31%も収穫量があるイネの品種が、パデュー大学や中国科学院の研究で開発されたと報告された[29]。

### 6月
- 6月4日 - 欧州原子核研究機構（CERN）の実験で、ヒッグス粒子とトップクォークの直接結合が初めて観測された[30][31]。
- 6月7日 – NASAの火星探査ローバー「キュリオシティ」が、火星の大気中に含まれるメタンの周期的な変動や、ケロゲンなどの複雑な有機化合物を検出したと発表された[32]。
- 6月16日 - 超新星の10倍から100倍の明るさを持つ突発天体AT2018cowが観測された[33]。
- 6月20日 - エジンバラ大学の研究で遺伝子編集を施されたブタが、動物の病気の一つである豚繁殖・呼吸障害症候群に対して耐性を獲得したことが発表された[34]。
- 6月27日
  - 日本時間9時35分、小惑星探査機はやぶさ2が目的地である小惑星リュウグウに到着したと確認された[35]。
  - 土星の衛星エンケラドゥスから複雑な有機化合物を検出したとNASAが発表した[36][37]。

### 7月
- 7月2日 - ヨーロッパ南天天文台の観測で、PDS 70の周りを公転する、形成されたばかりの太陽系外惑星PDS 70bの撮影に成功した[38]。

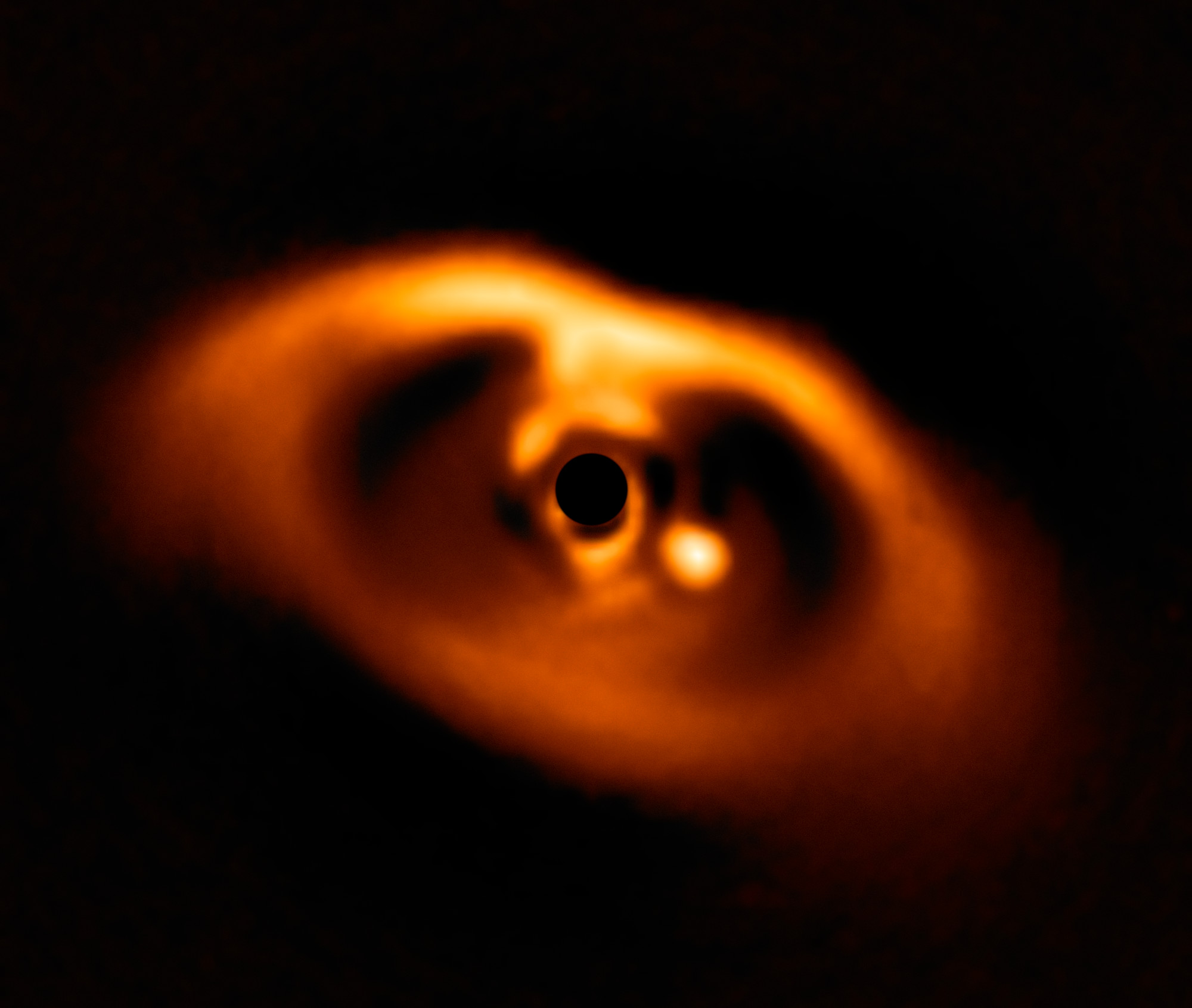
7月2日：生まれたばかりの太陽系外惑星が初めて撮影された。

- 7月17日 - スコット・S・シェパードらの研究で、木星の衛星が新たに12個発見された。これにより、木星の衛星の数は79となった[39][40]。
- 7月19日 - 高速電子顕微鏡を使ってキイロショウジョウバエのコネクトームが初めてマッピングされ、10万を超えるニューロンの繋がりが可視化された[41]。

### 8月
- 8月1日 - 研究室で培養された肺をブタに移植することに成功したことを報告する論文が『サイエンス』誌に発表された[42]。
- 8月12日 - 太陽や太陽風の探査を目的とした宇宙探査機パーカー・ソーラー・プローブが、ケープカナベラル空軍基地から打ち上げられた[43]。

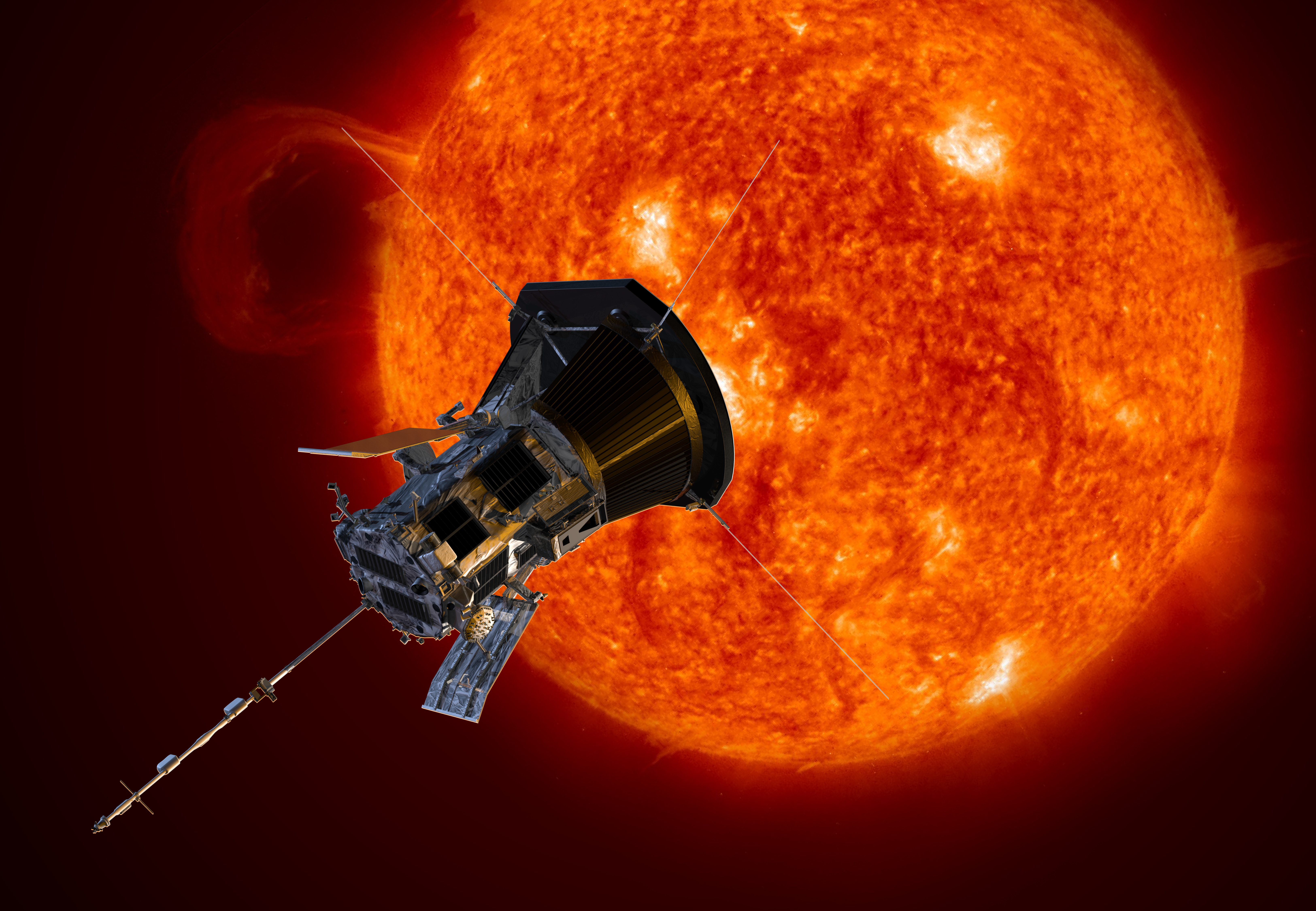
8月12日：ソーラー・パーカー・プローブが打ち上げられた。

- 8月14日 - 巨大マゼラン望遠鏡の建設がチリで着工した。
- 8月16日 - 13年の歳月を経て、コムギのゲノムの全ての塩基配列が解読された[44]。
- 8月28日 - CERNの実験において、ヒッグス粒子がボトムクォークの対に崩壊する様子を始めて観測したと発表された[45]。

### 9月
- 9月16日 - 高齢者の日常的なアスピリンの服用には効果があるわけではなく、場合によっては有害となる危険性があると報告された[46]。
- 9月22日 - 日本の小惑星探査機はやぶさ2が、小惑星リュウグウにおいて小型の探査ローバー「ミネルバII」を分離し、着陸に成功させたとJAXAが発表した[47][48]。

- 9月27日 - ポリ塩化ビフェニルによる海洋汚染が、最も深刻な場所でシャチの個体数を今後30年から50年で半減させる可能性があることを報告する論文が『サイエンス』誌に掲載された[49]。

### 10月
- 10月3日 - 太陽系外惑星ケプラー1625bを周回する衛星ケプラー1625b Iの存在する可能性が発表された[50][51]。
- 10月8日 - IPCCが1.5 ℃特別報告書を発表した[52][53]。
- 10月12日 - カナダの国立科学研究所（INRS）が、毎秒10兆フレームで撮影できるカメラを開発したと発表した[54]。
- 10月19日 - JAXAとESAの水星探査機ベピ・コロンボが現地時間のこの日、フランス領ギアナにあるギアナ宇宙センターから打ち上げられた[55]。
- 10月26日 - 地球-月の系でのラグランジュ点に、コーディレフスキー雲と呼ばれる雲状の天体が存在することが確認されたと報告された[56][57]。

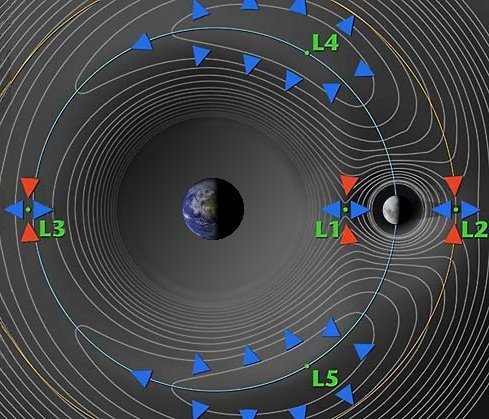
10月26日：地球-月の系のL₄とL₅に雲状の天体が確認された。

- 10月30日 - ケプラー宇宙望遠鏡が燃料切れとなり、NASAが正式に引退を発表した。ケプラー宇宙望遠鏡はおよそ9年間にわたり、2600個以上の太陽系外惑星を発見した[58][59][60]。

### 11月
- 11月1日 - 探査機ドーンの燃料が枯渇したため、NASAがこのミッションの終了を正式に発表した。ドーンは11年にわたって小惑星ベスタや準惑星ケレスの探査ミッションを行った[61][62]。
- 11月5日 - オゾンホールが従来の予想よりもはやく回復していることが国際連合によって発表された[63]。
- 11月14日 - 2015年7月に発見されたグリーンランドの氷河の下の直径31キロのクレーターはおよそ300万年前の直径800メートル程度の隕石の衝突によるものだとする論文が発表された。グリーンランドの氷河の下でこのようなクレーターが見つかるのはこれが初めてである[64][65]。
- 11月15日 - 地球からわずか6光年離れた場所に位置するバーナード星の周りに、スーパーアースとみられる太陽系外惑星バーナード星bが存在する可能性が発表された[66][67][68]。
- 11月22日 - 慢性腎不全の原因となる35の遺伝子が、マンチェスター大学の研究で特定された[69]。
- 11月26日 - 中国南方科技大学の賀建奎が、HIVの感染を防ぐゲノム編集を施した双子の赤ちゃんを世界で初めて出生させたと主張した[70]。この報告は世界中で物議を醸し、翌日には中国生物医学界もこの研究を強く非難する声明を出した。なおこの研究については懐疑的な声も上がっている[71]。

### 12月
- 12月2日～15日 - 第24回気候変動枠組条約締約国会議（COP24）がポーランドのカトヴィツェで開催された[72]。
- 12月3日 - NASAの小惑星探査機「オサイリス・レックス」が小惑星ベンヌに到着した[73]。

12月3日：小惑星探査機「オサイリス・レックス」が小惑星ベンヌに到着した。

- 12月5日 - ランカスター大学の研究で、ディープラーニングを利用したアルゴリズムがCAPTCHAを0.05秒で解くことに成功したと発表された[74]。
- 12月7日 - GIMPSによる探索で51番目のメルセンヌ素数である{\displaystyle 2^{82589933}-1}が発見された[75]。
- 12月8日 - 中国の月探査機「嫦娥4号」がこの日、西昌衛星発射センターから打ち上げられた[76][77]。この探査機は翌年1月に史上初となる月の裏側で着陸に成功した。
- 12月17日 - 天文学者スコット・S・シェパードらの研究で、当時太陽系内で発見された天体のなかで最遠の太陽系外縁天体2018 VG18（ファーアウト）が報告された[78]。なお2021年には、より遠方に位置する太陽系外縁天体2018 AG37（ファーファーアウト）の存在が確認され、2018 VG18は太陽系内で最遠の天体ではない。
- 12月20日 - 米科学誌『サイエンス』は今年のブレークスルー・オブ・ザ・イヤー（下記）を発表した[79]。

| No. | 今年の10大科学業績                                     |
| --- | ------------------------------------------------------ |
| 1   | 個々の細胞ごとに発生を調べるシングルセルシーケンシング |
| 2   | 南極で捉えられたニュートリノの起源特定                 |
| 3   | 新たな電子線回折法による分子構造解析                   |
| 4   | グリーンランドの氷河下から巨大なクレーターを発見       |
| 5   | 科学界における#MeToo運動                               |
| 6   | デニソワ人とネアンデルタール人の交雑を確認             |
| 7   | DNAデータベースを使った殺人事件の捜査                  |
| 8   | RNAiを応用した医薬品の承認                             |
| 9   | 5億年前の化石から生体分子の検出に成功                  |
| 10  | 相分離を利用した細胞内におけるメカニズムの解明         |

## 受賞
- アーベル賞 - ロバート・ラングランズ
- チューリング賞 - ヨシュア・ベンジオ、ジェフリー・ヒントン、ヤン・ルカン
- フィールズ賞 - コーチェル・ビルカー、アレッシオ・フィガリ、ペーター・ショルツェ、アクシェイ・ヴェンカテシュ
- チャーン賞 - 柏原正樹
- ラスカー賞
  - 基礎医学研究賞 - チャールズ・デビッド・アリス、マイケル・グルンスタイン
  - 臨床医学研究賞 - ジョン・B・グレン
- ガードナー国際賞 - アジム・スラーニ、Davor Solter、Edward Boyden、カール・ダイセロス、ペーター・ヘーゲマン
- ウルフ賞
  - ウルフ賞物理学部門 - チャールズ・ベネット、ジル・ブラッサール
  - ウルフ賞数学部門 - アレクサンダー・ベイリンソン、ウラジーミル・ドリンフェルト
  - ウルフ賞化学部門 - オマー・ヤギー、藤田誠
  - ウルフ賞医学部門 - 受賞者なし
- 京都賞
  - 京都賞基礎科学部門 - 柏原正樹
  - 京都賞先端技術部門 - カール・ダイセロス
- クラリベイト・アナリティクス引用栄誉賞
  - 物理学 - デイビッド・オーシャロム、アーサー・ゴサード、サンドラ・フェイバー、Yury Gogotsi、Rodney S. Ruoff、Patrice Simon
  - 化学 - エリック・ジェイコブセン、ジョアン・スタビー、George M. Sheldrick
  - 生理学・医学 - ナポレオーネ・フェラーラ、ソロモン・スナイダー、金久實
- ショウ賞
  - 天文学 - ジーン＝ループ・ピュージェット（英語版）
  - 生命科学および医学 - メアリー＝クレア・キング
  - 数学 - ルイス・カッファレッリ
- ブレイクスルー賞
  - 基礎物理学ブレイクスルー賞 - チャールズ・ベネット、ゲイリー・ヒンショウ（英語版）、ノーマン・ジャロシク（英語版）、ライマン・ページ（英語版）、デイビット・スパーゲル（英語版）、WMAPチーム
    - 特別賞 - ジョスリン・ベル・バーネル

  - 生命科学ブレイクスルー賞 - ジョアン・コリー、Peter Walter、森和俊、Kim Nasmyth、Don W.Cleveland
  - 数学ブレイクスルー賞 - クリストファー・ハコン、ジェームズ・マッカーナン
- ノーベル賞
  - 物理学賞 - アーサー・アシュキン、ジェラール・ムル、ドナ・ストリックランド
  - 化学賞 - フランシス・アーノルド、グレゴリー・ウィンター、ジョージ・P・スミス
  - 生理学・医学賞 - ジェームズ・P・アリソン、本庶佑

## 死去
カッコ内は生誕年である。
- 1月17日 - 小西岳、日本の物理学者（* 1934年）
- 1月18日 - 田中靖郎、日本の宇宙物理学者（* 1931年）
- 2月2日 - ジョセフ・ポルチンスキー、アメリカの物理学者（* 1954年）
- 2月4日 - アラン・ベイカー、イギリスの数学者、フィールズ賞受賞者（* 1939年）
- 2月5日 - ドナルド・リンデン=ベル、イギリスの天体物理学者（* 1935年）
- 2月10日 - アラン・R・バターズビー（英語版）、イギリスの有機化学者（* 1925年）
- 2月18日 - ギュンター・ブローベル、アメリカの生物学者、ノーベル生理学・医学賞受賞者（* 1936年）
- 2月22日 - リチャード・E・テイラー、アメリカの物理学者、ノーベル物理学賞受賞者（* 1929年）
- 2月27日 - 増田久弥、日本の数学者（* 1937年）
- 3月6日 - ジョン・サルストン、イギリスの生物学者、ノーベル生理学・医学賞受賞者（* 1942年）
- 3月13日 - フィリップ・J・デイヴィス、アメリカの数学者（* 1923年）
- 3月14日 - スティーヴン・ホーキング、イギリスの理論物理学者（* 1942年）
- 3月15日 - フランツ・オーベルヴィンクラー、ドイツの菌学者（* 1939年）
- 3月16日
  - チャールズ・ヤノフスキー、アメリカの遺伝学者（* 1925年）
  - レイモンド・ウィルソン、イギリスの物理学者、望遠鏡光学設計者（* 1928年）
- 3月29日 - ロバート・ベリー、イギリスの遺伝学者、博物学者（* 1934年）
- 4月9日 - ペーター・グリューンベルク、ドイツの物理学者、ウルフ賞受賞者、ノーベル物理学賞受賞者（* 1939年）
- 4月16日 - ロジャー・エリオット、イギリスの理論物理学者（* 1928年）
- 5月14日 - E.C.G.スダルシャン、インドの理論物理学者（* 1931年）
- 5月28日 - イェンス・スコウ、デンマークの化学者、ノーベル化学賞受賞者（* 1918年）
- 5月29日 - ヨセフ・イムリー（英語版）、イスラエルの物理学者（* 1939年）
- 6月2日 - ポール・ボイヤー、アメリカの生化学者、ノーベル化学賞受賞者（* 1918年）
- 6月29日 - アルビド・カールソン、スウェーデンの薬理学者、ノーベル生理学・医学賞受賞者（* 1923年）
- 7月1日 - ゴードン・ヒルマン（英語版）、イギリスの植物学者（* 1943年）
- 7月3日 - ブラッドフォード・A・スミス、アメリカの天文学者（* 1931年）
- 7月6日 - 石坂公成、日本の免疫学者（* 1925年）
- 7月7日 - 太田次郎、日本の生物学者、植物学者（* 1925年）
- 7月17日 - リンカン・ブラウアー（英語版）、アメリカの昆虫学者（* 1931年）
- 7月18日 - バートン・リヒター、アメリカの物理学者、ノーベル物理学賞受賞者（* 1931年）
- 8月5日 - アラン・ラビノウィッツ（英語版）、アメリカの動物学者（* 1953年）
- 8月13日 - 伊里正夫、日本の数学者、工学者（* 1933年）
- 9月15日 - ヴィクトル・ヴェセラゴ、ロシアの物理学者（* 1929年）
- 9月17日 - 上野民夫、日本の化学者（* 1938年）
- 9月23日 - チャールズ・カオ、香港の物理学者、ノーベル物理学賞受賞者（* 1933年）
- 10月3日 - レオン・レーダーマン、アメリカの物理学者、ノーベル物理学賞受賞者（* 1922年）
- 10月7日 - 山川民夫、日本の生化学者（* 1921年）
- 10月9日 - トマス・A・スタイツ、アメリカの生化学者、ノーベル化学賞受賞者（* 1940年）
- 10月11日 - 垣田高夫、日本の数学者（* 1928年）
- 10月19日 - 下村脩、日本の生物学者、ノーベル化学賞受賞者（* 1928年）
- 11月17日
  - 程開甲、中華人民共和国の原子核物理学者（* 1918年）
  - 向山光昭、日本の有機化学者（* 1927年）
- 11月20日 - アーロン・クルーグ、リトアニア出身のイギリスの物理化学者、ノーベル化学賞受賞者（* 1926年）
- 12月1日 - 張首晟、中華人民共和国出身のアメリカ合衆国の物理学者、トムソン・ロイター引用栄誉賞受賞者（* 1963年）
- 12月9日 - リカルド・ジャコーニ、アメリカの物理学者、ノーベル物理学賞受賞者（* 1931年）
- 12月18日 - 伊藤正男、日本の生理学者（* 1928年）
- 12月22日 - ジャン・ブルガン、ベルギーの数学者、フィールズ賞受賞者（* 1954年）
- 12月23日 - エリアス・スタイン、アメリカの数学者、ウルフ賞受賞者（* 1931年）
- 12月26日
  - ピーター・スウィンナートン＝ダイアー、イギリスの数学者（* 1927年）
  - ロイ・グラウバー、アメリカの理論物理学者、ノーベル物理学賞受賞者（* 1925年）